# 赤赞南
赤赞南（藏語：ཁྲི་བཙན་ནམ，威利转写：Khri btsan nam，?—?），又译为弃赞囊，《吐蕃王朝世系明鉴正法源流史》作恥浪赞。按照藏族的传统他是吐蕃王朝第25任赞普，吐蕃王朝早期所谓下赞五王之二。